# Stachyris
A Stachyris a madarak (Aves) osztályának verébalakúak (Passeriformes) rendjébe, ezen belül a timáliafélék (Timaliidae) családjába tartozó nem.

## Rendszerezésük
A nemet Brian Houghton Hodgson angol ornitológus írta le 1844-ben, az alábbi fajok tartoznak ide:
- Stachyris nigricollis
- Stachyris grammiceps
- kéknyakú bozóttimália (Stachyris maculata)
- Stachyris nigriceps
- Stachyris poliocephala
- Stachyris humei[1] vagy Sphenocichla humei[2]
- Stachyris roberti[1] vagy Sphenocichla roberti[2]
- nonggangi bozóttimália (Stachyris nonggangensis)
- Stachyris herberti
- Stachyris oglei
- Stachyris striolata
- Stachyris leucotis
- Stachyris thoracica